# Beydeğirmeni
Beydeğirmeni ist ein früheres Dorf und heute Ortsteil von Kocasinan im gleichnamigen Bezirk Kocasinan der türkischen Provinz Kayseri.
Beydeğirmeni liegt im Südwesten des Bezirks, der gleichzeitig ein Stadtbezirk der Büyükşehir Belediyesi Kayseri ist. Der Ort liegt in ländlicher Gegend etwa 30 Kilometer nordwestlich von der Kernstadt Kayseri und damit auch vom Bezirkszentrum Kocasinan. Am Ort führt westlich die Fernstraße D-260 vorbei, die Ankara und Kırşehir im Westen mit Kayseri verbindet.
Die Ortschaft liegt im flachen Tal des Kızılırmak. Dieser wird etwa 2,5 Kilometer westlich von Beydeğirmeni von der seldschukischen Tekgöz-Brücke aus dem 13. Jahrhundert überquert.